# Xerox 6085
Xerox 6085 (6085) је професионални рачунар фирме Зирокс (Xerox) који је почео да се производи у САД током 1985. године.
Користио је Xerox Mesa микропроцесорску јединицу а RAM меморија рачунара је имала капацитет од 1,1 MB до 3,7 MB. 
Као оперативни систем кориштен је Xerox ViewPoint.

## Детаљни подаци
Детаљнији подаци о рачунару 6085 су дати у табели испод.
|                       |                                                                                 |
| [ 1 ]                 |                                                                                 |
| Произвођач            | Зирокс                                                                          |
| Тип                   | професионални рачунар                                                           |
| Меморија              | 1,1 до 3,7 MB                                                                   |
| Поријекло             | Сједињене Америчке Државе                                                       |
| Година                | 1985                                                                            |
| Тастатура             | 95 тастера, стил писаће машине, са 20 функцијских тастера и нумеричка тастатура |
| Процесор              |                                                                                 |
| Фреквенција процесора | 8                                                                               |
| RAM                   | 1,1 до 3,7 MB                                                                   |
| ROM                   | непознато                                                                       |
| Текст                 | битмап знакови                                                                  |
| Графика               | 880 x 697 тачака                                                                |
| Боја                  | једна боја                                                                      |
| Звук                  | да                                                                              |
| Димензије             | непознато                                                                       |
| Портови               |                                                                                 |
| Оперативни систем     |                                                                                 |